# 宝塚歌劇団39期生
宝塚歌劇団39期生（たからづかかげきだん39きせい）とは、1952年（昭和27年）に宝塚歌劇団に入団し、『アメリカーナ』『春の踊り』で初舞台を踏んだ31人を指す。

## 概要
この期には、女優で元雪組トップスター、元専科男役スターの真帆志ぶき、女優の千之赫子、朝丘雪路が入団。　

## 一覧
| 芸名       | 読み仮名          | 誕生日  | 出身地             | 出身校                 | 芸名の由来                                                                   | 愛称         | 役柄 | 退団年 | 備考 |
| ---------- | ----------------- | ------- | ------------------ | ---------------------- | ---------------------------------------------------------------------------- | ------------ | ---- | ------ | --- |
| 朝丘雪路   | あさおか ゆきじ   | 7月23日 | 東京都中央区       | 山脇学園中学校         | 「朝の丘の 雪の路」は 誰にも 踏まれていないので 真っ白                       | 雪会ちゃん   | 娘役 | 1955年 | 夫は津川雅彦 父は伊藤深水 義母はマキノ智子                                                                           |
| 朝凪美舟   | あさなぎ みふね   | 9月6日  | 兵庫県神戸市       | 城崎郡日高中学校       | 父が命名                                                                     | キヨコちゃん |      | 1965年 | 表千家茶道地方教授・山中宗泉 日本書芸院無監査・山中恭香                                                              |
| 吾妻八栄子 | あづま やえこ     | 8月14日 | 東京都             | 三輪田高等女学校       |                                                                              | ケイコ       |      | 1954年 | 改名後・夏山佳子（なつやま よしこ）                                                                                  |
| 安宅珠里   | あたか じゅり     | 8月15日 | 兵庫県神戸市       | 松蔭女子学院           | 学校時代の ペンネーム・ 香川珠里                                             | クリちゃん   |      | 1954年 | |
| 大町桂子   | おおまち けいこ   | 2月25日 | 京都府             | 福知山高等学校         |                                                                              | レイコ       |      | 1963年 | 娘は真地ありさ |
| 貴船まさる | きぶね まさる     | 3月10日 | 京都府             | 京都成安高等女学校     | 出生地に因む                                                                 | ケイヒチ     |      | 1956年 | |
| 京山美和子 | きょうやま みちこ | 7月17日 | 京都府             | 追手門学院             | 両親が命名                                                                   | ユーちゃん   |      | 1956年 | 夫はプロ野球選手・山下健                                                                                             |
| 琴浦十糸子 | ことうら としこ   | 9月17日 | 兵庫県尼崎市       | 尼崎市立城内中学校     | 尼崎の古称に因む                                                             | ホンダさん   |      | 1957年 | |
| 寿美砂子   | ことぶき みさこ   | 2月9日  | 大阪府             | 梅花高等女学校         | 父が命名                                                                     | おトキ       |      | 1954年 | |
| 四季かほる | しき かおる       | 3月12日 | 兵庫県神戸市       | 成徳学園               | 内海重典が命名                                                               | チマ         |      | 1957年 | 姉は摩耶みどり |
| 静花翠     | しずはな みどり   | 3月26日 | 熊本県             | 人吉市立第二中学校     | 久方の 光のどけき 春の日に 静心なく 花の散るらん                             | いちこ       |      | 1955年 | |
| 白砂美津代 | しらすな みつよ   | 9月10日 | 大韓民国京城       | 白南高等女学校         |                                                                              | テレちゃん   |      | 1955年 | |
| 白鳥幸子   | しらとり さちこ   | 1月5日  | 岐阜県岐阜市       |                        |                                                                              | オミツさん   |      | 1954年 | |
| 白藤歌子   | しらふじ うたこ   | 5月25日 | 神奈川県横浜市     | 魚崎中学校             | 母の芸名                                                                     | ソウちゃん   | 娘役 | 1955年 | 俳優・三井洋子 母は初代・白藤歌子                                                                                    |
| 高倉葵     | たかくら あおい   | 2月18日 | 京都府京都市       | 堀川高等学校           | 地名に因む                                                                   | ミコちゃん   |      | 1962年 | 娘は天地ひかり |
| 立花公子   | たちばな きみこ   | 8月1日  | 広島県             | 増川学園               |                                                                              | キッちゃん   |      | 1968年 | 従兄弟は宝塚ホテル会長・大井皓二                                                                                     |
| 千草栞     | ちぐさ しおり     | 7月2日  | 兵庫県尼崎市       | 芦屋女子高等学校       | 母が命名                                                                     | コロちゃん   |      | 1963年 | |
| 千之赫子   | ちの かくこ       | 2月9日  | 京都府京都市伏見区 | 東山女子高等学校       |                                                                              |              | 娘役 | 1958年 | 俳優 夫は俳優・日本舞踊家の東千代之介                                                                                |
| 月代須磨子 | つきしろ すまこ   | 12月9日 | 兵庫県神戸市       | 神戸高等学校           | 本名の一部と 出生地に因む                                                    | ヒイコ       |      | 1955年 | |
| 椿千代     | つばき ちよ       | 1月23日 | 奈良県奈良市       | 園田学園               | 姉の新珠三千代が命名                                                         | ノンちゃん   |      | 1954年 | 俳優・桂典子 日活専属を経てフリー 本名・小宮山乃理子（旧姓・戸田） 夫は政治家・小宮山重四郎 長女は政治家・小宮山泰子 |
| 南条照美   | なんじょう てるみ | 8月27日 | 岡山県             | 岡山操山高等学校       |                                                                              | サザエ       |      | 1960年 | 改名後・南城照美（なんじょう てるみ）                                                                                |
| 晴野歌子   | はるの うたこ     | 3月10日 | 兵庫県神戸市       | 熊本県立第一高等女学校 | 本名を生かす                                                                 | ウタコちゃん |      | 1968年 | 改名後・晴野暁美（はるの あけみ）                                                                                    |
| 富士原美雪 | ふじはら みゆき   | 3月18日 | 兵庫県神戸市       | 兵庫高等学校           | 本名                                                                         | トクエ       |      | 1958年 | |
| 真帆志ぶき | まほ しぶき       | 2月5日  | 神奈川県川崎市     | 川崎高等学校           | 「真っすぐに 帆を張り、 しぶきをあげて 元気に行くように」、 父と堀正旗が命名 | スータン     | 男役 | 1975年 | |
| 美島薫     | みしま かおる     | 7月28日 | 広島県             | 広島女学院             | 美島は 出生地の 能美島に因む、 薫は父の名                                    | ツーコ       |      | 1955年 | |
| 美杉てい子 | みすぎ ていこ     | 1月1日  | 東京都             | 明星学園               | 父が命名                                                                     | コチョン     |      | 1959年 | 父は杉狂児 |
| 水宮登代子 | みずみや とよこ   | 9月21日 | 東京都             | 上野学園               | 東京・水天宮に因む                                                           |              |      | 1954年 | |
| 紫すみれ   | むらさき すみれ   | 2月25日 | 大阪府大阪市       | プール学院             | 堀正旗が命名                                                                 | ヒロタン     |      | 1957年 | |
| 八乙女京子 | やおとめ きょうこ | 10月8日 | 大阪府             | 宣真中学校             |                                                                              | マコーちゃん |      | 1961年 | |
| 柳川玲子   | やながわ れいこ   | 7月29日 | 大阪府             | 帝塚山学院             |                                                                              |              |      | 1955年 | 改名後・鳥居香月子（とりい かつこ）                                                                                  |
| 吉野ゆかり | よしの ゆかり     | 3月12日 | 大阪府             | 大阪女学院中学校       | 桜の名所・ 吉野神宮に因む                                                    | マーコ       |      | 1957年 | |